# Ramón Espinar Merino
Ramón Espinar Merino (Madrid, 30 de març de 1986) és un polític, politòleg i activista espanyol. El maig de 2015 va ser elegit diputat de l'Assemblea de Madrid per Podem. El juliol va ser designat senador en representació de la Comunitat de Madrid.

## Biografia
Fill del polític socialista Ramón Espinar Gallego. Va militar des de molt jove en plataformes socials i associacions. En la seva etapa d'estudiant universitari es va vincular a les associacions Contrapoder i ATTAC-UCM. Va ser activista del moviment 15M. Ha militat a Joventut Sense Futur, col·lectiu qual ha estat portaveu i membre del col·lectiu promotor de la Iniciativa Legislativa Popular per la Renda Bàsica de Ciutadania.
Llicenciat en ciències polítiques i de l'administració i màster en anàlisi política per la Universitat Complutense de Madrid. Entre 2011 i 2013 va treballar com a becari predoctoral en el Departament de Ciència Política de la Facultat de Dret de la Universitat Autònoma de Madrid, adscrit al projecte Neoliberal_Citi, desenvolupant línies de recerca a les àrees d'estudis urbans, moviments socials, teoria de la democràcia i ciutadania. També ha treballat com teleoperador.
En els últims anys, ha col·laborat amb diversos mitjans de comunicació com eldiario.es, Público, La Marea, GrundZine, Rebelión i Las mañanas de Cuatro.
Va ocupar el tercer lloc a la llista de Podem a l'Assemblea de Madrid en les eleccions autonòmiques de maig de 2015 i va ser escollit parlamentari. Abans havia participat en la plataforma Guanyem Madrid i va ser designat com a part de la primera taula coordinadora de la candidatura Ara Madrid, de la qual va dimitir en ser designat candidat per Podem a l'Assemblea de Madrid.
El 16 de juliol de 2015 va prendre possessió com a senador designat per l'Assemblea en representació de la Comunitat de Madrid.